# Albert Vecten
Albert Vecten est un homme politique français né le 16 février 1926 à Billy-sur-Ourcq, dans l'Aisne et mort le 14 mai 2023 à Muizon dans la Marne.

## Biographie
Il est issu d'une famille d'agriculteurs et compte sept sœurs et un frère. Après l'obtention de la première partie de son baccalauréat sous l'Occupation, il échoue à la seconde partie. Il revient ensuite à la ferme de ses parents. Après un mariage à Loupeigne avec sa femme Bernadette, Albert Vecten acquiert une exploitation céréalière et d'élevage de 175 ha à Muizon. En 1953, il y est élu plus jeune maire de France. Il restera maire de sa commune pendant 36 ans, jusqu'en 1989. Il y favorise notamment l'implantation d'une zone industrielle. Sous ses mandats, la population de la commune passera de 480 à 2 255 habitants, entre 1962 et 1990. Il participe par ailleurs à la création du District de Gueux qui deviendra en 2000 la Communauté de communes Champagne Vesle.
En 1964, il est élu conseiller général du canton de Ville-en-Tardenois. En 1982, il est élu président du conseil général de la Marne. À ce poste, il met notamment en place la vignette automobile la moins chère de France, attirant de nombreux loueurs de voitures et transporteurs routiers et faisant ainsi doubler les recettes départementales entre 1995 et 1997. La décision est prise en 1988 mais c'est fin 1994, que débute l'arrivée d'entreprises. En 1997, la vignette coûtait en effet 278 francs contre par exemple 600 francs dans le Cantal. Le nombre d'immatriculations est de 184 500 en 1997 contre 20 400 en 1995. Cela permet également au conseil régional, qui perçoit les recettes des cartes grises, de gagner de l'argent. En 1998, pour lutter contre ce « dumping fiscal », alors qu'Albert Vecten dit que son souhait était uniquement une « simplification administrative », le Ministère des Finances fait voter une loi obligeant les loueurs à payer la vignette dans le département où l’automobile est louée en premier.
Il a également soutenu la création de l'Europol'Agro dont le but est la constitution d'un pôle d'excellence d'enseignement supérieur et de recherche tourné vers l'agriculture et la viticulture, ainsi que le développement de l'aéroport de Vatry. Albert Vecten est élu sénateur de la Marne en 1983 ; il est membre du groupe Union centriste depuis sa création. Il est réélu au premier tour des sénatoriales de 1992 sous l'étiquette UDF. Il ne se représente pas aux élections de 2001. En 2003, il démissionne de la présidence du conseil général. Cependant, c'est l'UMP René-Paul Savary et non son successeur désigné, le centriste Charles de Courson battu lors de la primaire à droite, qui est élu président face à la gauche,. Albert Vecten cède finalement son mandat de conseiller général en 2004.
Albert Vecten s'éteint le 14 mai 2023 à Muizon dans la Marne à l'âge de 97 ans.